# Victoria Melita van Saksen-Coburg en Gotha
Victoria Melita van Saksen-Coburg en Gotha (na haar tweede huwelijk Victoria Fjodorovna Romanov (Russisch: Виктория Федоровна Рома́новa)) (Valletta (Malta), 25 november 1876 – Amorbach, 2 maart 1936) was een dochter van Alfred van Saksen-Coburg en Gotha en van Maria Aleksandrovna van Rusland. Ze zorgde voor een groot schandaal door te scheiden van groothertog Ernst Lodewijk van Hessen-Darmstadt en te hertrouwen met grootvorst Kirill Vladimirovitsj van Rusland.

## Jeugd
Victoria Melita werd op 25 november 1876 geboren in het San Antonio Paleis in Malta (vandaar haar tweede naam Melita). Ze was een dochter van Alfred, hertog van Edinburgh, de tweede zoon van koningin Victoria van het Verenigd Koninkrijk, en van Maria Aleksandrovna van Rusland, de dochter van tsaar Alexander II. Als kleinkind van de Britse koningin kreeg Victoria bij haar geboorte de titel “Hare Koninklijke Hoogheid Prinses Victoria van Edinburgh”. Victoria Melita werd binnen haar familie “Ducky” genoemd. Ze groeide op in Malta, waar haar vader als officier van de Royal Navy was geïnstalleerd.
Toen haar vaders oom, hertog Ernst II van Saksen-Coburg en Gotha, op 2 augustus 1893 kinderloos stierf, kwam het dubbelhertogdom Saksen-Coburg en Gotha aan haar vader Alfred toe. Alfreds oudere broer, Eduard, had namelijk van de troonopvolging afgezien. Doordat Alfred de troon van het hertogdom besteeg, kreeg Victoria Melita de titel “Hare Koninklijke Hoogheid Prinses Victoria van Saksen-Coburg en Gotha”.
In 1891 reisde Victoria Melita met haar moeder naar Rusland voor de begrafenis van Alexandra van Griekenland, de schoonzus van haar moeder. Daar ontmoette ze grootvorst Kirill Vladimirovitsj, ook een kleinkind van tsaar Alexander II en dus haar directe neef. Victoria Melita en Kirill voelden zich erg tot elkaar aangetrokken, maar Victoria Melita’s moeder wilde niet een, volgens de Russisch orthodoxe kerk "incestueus", huwelijk met een neef uit de Russische keizerlijke familie.

## Eerste huwelijk
Toen Victoria Melita’s zus Marie trouwde, begonnen koningin Victoria en Maria Aleksandrovna te zoeken naar een geschikte partner voor Victoria Melita. Er werd opgemerkt dat Victoria Melita een goede band had met haar neef, grootvorst Ernst Lodewijk van Hessen-Darmstadt, ook een kleinkind van koningin Victoria. Victoria Melita had ondertussen wel Kirill weer ontmoet en zich in het geheim verloofd; zij zag dus niets in een huwelijk. Ook Ernst stond onwillig tegenover het huwelijk, maar onder druk van hun families trouwden ze toch.
Op 9 april 1894 werd het huwelijk gesloten op Schloss Ehrenburg in Coburg. Het was 
een groots evenement met vertegenwoordigers van de meeste Europese koninklijke families. Door haar huwelijk kreeg Victoria Melita de titel “Groothertogin van Hessen”. Victoria Melita en Ernst kregen twee kinderen:
- Elisabeth (1895–1903), stierf aan tyfus
- een doodgeboren zoon (1900).

Het was een ongelukkig huwelijk. Toen ze in 1897 op bezoek was geweest bij haar zus Marie in Roemenië en Ernst bij terugkomst in bed aantrof met een mannelijke bediende, besloot ze te scheiden. Ze ging tijdelijk bij haar moeder wonen en toen Victoria Melita grootvorst Kirill weer ontmoette bij de kroning van tsaar Nicolaas II, begonnen ze een verhouding.

## Tweede huwelijk

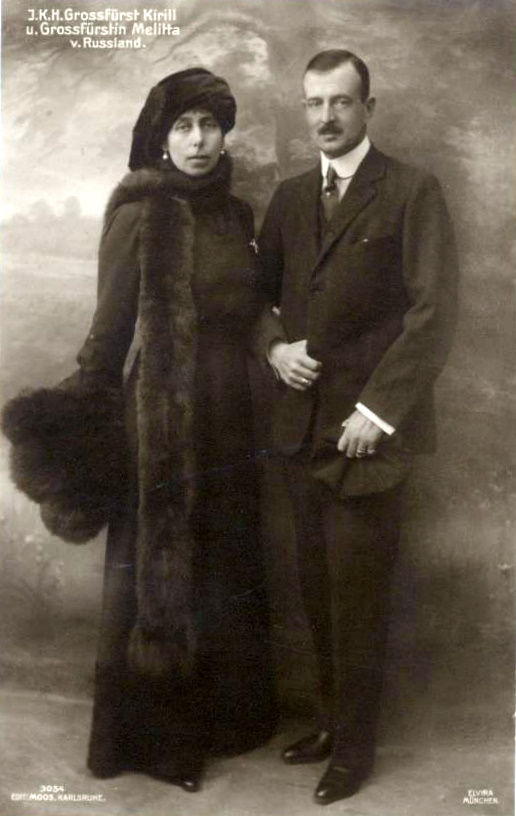
Grootvorstin Victoria Melita met grootvorst Kirill

Grootvorst Kirill kwam erg onder druk te staan door Victoria Melita’s scheiding. Tsarina Alexandra, de zus van Ernst, wist tsaar Nicolaas II te overtuigen Kirill te verbannen naar het Verre Oosten. Toen Kirill daar in 1904 tijdens de Russisch-Japanse Oorlog een aanval op de Russische vloot overleefde, werd hij in Moskou onthaald als een oorlogsheld. De tsaar gaf hem toen toestemming om Rusland te verlaten en Kirill vertrok naar Coburg, Duitsland, om bij Victoria Melita te zijn.
Op 8 oktober 1905 trouwden Kirill en Victoria Melita. In tegenstelling tot haar eerste huwelijk was het een eenvoudige ceremonie zonder koninklijke gasten. Tsaar Nicolaas II reageerde op het huwelijk door Kirill zijn keizerlijke titels af te nemen, zijn toelages stop te zetten en hem uit het Russische leger te verbannen. Kirill en Victoria Melita gingen in Parijs wonen, waar ze een huis aan de Champs-Élysées kochten.
Kirill en Victoria kregen drie kinderen:
- Maria Kyrilovna (1907–1951)
- Kira Kyrilovna (1909–1967)
- Vladimir Kyrilovitsj (1917–1992).

Door de vele sterfgevallen in de familie was Nicolaas II gedwongen Kirill tot derde in de lijn voor troonopvolging te benoemen. Kirill en Victoria Melita werden weer in Rusland verwelkomd en Kirill kreeg zijn titels terug, waardoor Victoria Melita “Grootvorstin van Rusland” werd en de naam “Victoria Fjodorovna Romanov” kreeg. Toen in 1917 de Russische Revolutie uitbrak, vluchtten ze via Finland naar Coburg. Uiteindelijk vestigden ze zich in ballingschap in Frankrijk. Daar tooide Kirill zich met de titel Tsaar aller Russen en bracht het echtpaar de rest van hun leven door met het onder de aandacht brengen van hun claim op de Russische troon. Hun zoon zou deze claim met veel overtuiging overnemen, terwijl diens dochter, Maria Vladimirovna Romanov, een van de huidige Russische troonpretendenten is.
Victoria Melita stierf op 2 maart 1936 en werd begraven in het familiegraf in Coburg.
Na de val van de Sovjet-Unie werden de stoffelijke overschotten van Kirill en Victoria Melita overgebracht naar St. Petersburg en bijgezet in de St Petrus en Paulus kathedraal.

## Titels
Victoria Melita heeft tijdens haar leven verschillende titels gedragen:
- 25 November 1876 – 22 Augustus 1893: Hare Koninklijke Hoogheid Prinses Victoria Melita van Edinburgh.
- 22 Augustus 1893 – 19 April 1894: Hare Koninklijke Hoogheid Prinses Victoria Melita van Saksen-Coburg en Gotha, Prinses van Edinburgh
- 19 April 1894 - 21 December 1901: Hare Koninklijke Hoogheid Groothertogin Victoria Melita, Groothertogin Gemalin van Hessen
- 21 December 1901 - 1910: Hare Koninklijke Hoogheid Prinses Victoria Melita van Saksen-Coburg en Gotha, Prinses van Edinburgh
- 1910 - 8 Augustus 1924: Hare Keizerlijke en Koninklijke Hoogheid Groothertogin Victoria Melita Fjodorovna, De Groothertogin Kyrilovna van Rusland, Prinses van Saksen-Coburg en Gotha, Prinses van Edinburgh
- 8 Augustus 1924 - 2 Maart 1936: Hare Keizerlijke en Koninklijke Hoogheid Kroonprinses Victoria Melita Fjodorovna van Rusland, Prinses van Saksen-Coburg en Gotha, Prinses van Edinburgh

Na de verbanning in 1917 noemde Victoria zichzelf “Victoria Fjodorovna”. Ze bleef een Britse prinses met de aanspreektitel “Hare Koninklijke Hoogheid” en behield haar positie in de lijn van de Britse troonopvolging.